# Enfant Jésus de Prague
 (mai 2017).
Si vous disposez d'ouvrages ou d'articles de référence ou si vous connaissez des sites web de qualité traitant du thème abordé ici, merci de compléter l'article en donnant les références utiles à sa vérifiabilité et en les liant à la section « Notes et références ».
Pour les articles homonymes, voir Prague (homonymie).
L'Enfant Jésus de Prague est une statuette représentant Jésus-Christ enfant. Elle se trouve dans l'église Sainte-Marie-de-la-Victoire, à Prague (République tchèque). Au XVIIe siècle, une statue de l'Enfant-Jésus malmenée par des iconoclastes protestants devient la source d'une dévotion catholique encouragée par les pères Carmes. Soutenue par des « faits miraculeux » la dévotion se répand à travers le monde à partir du XIXe siècle.

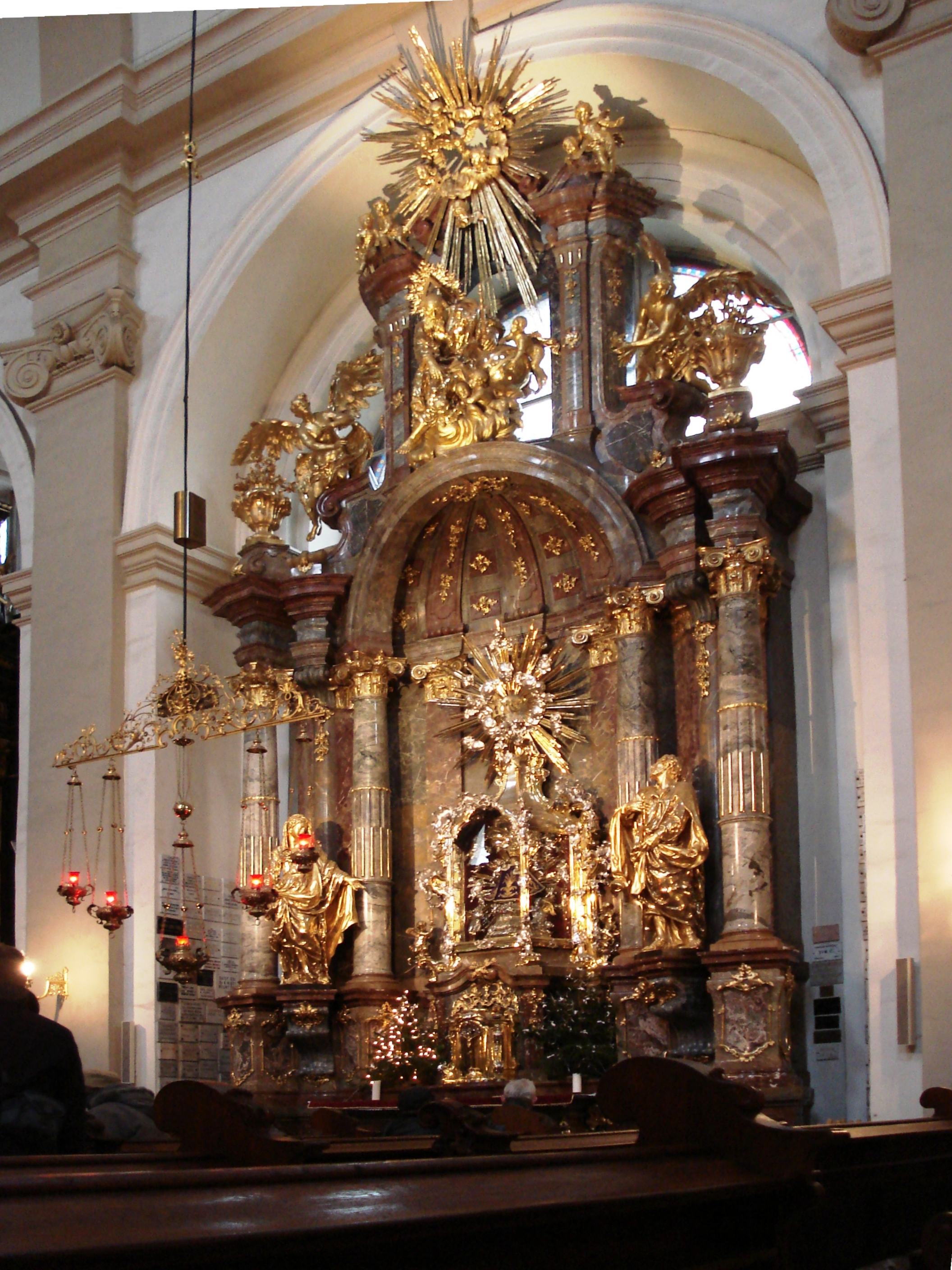
Autel renfermant la statuette de l'Enfant Jésus de Prague, Sainte-Marie-de-la-Victoire, Malá Strana.

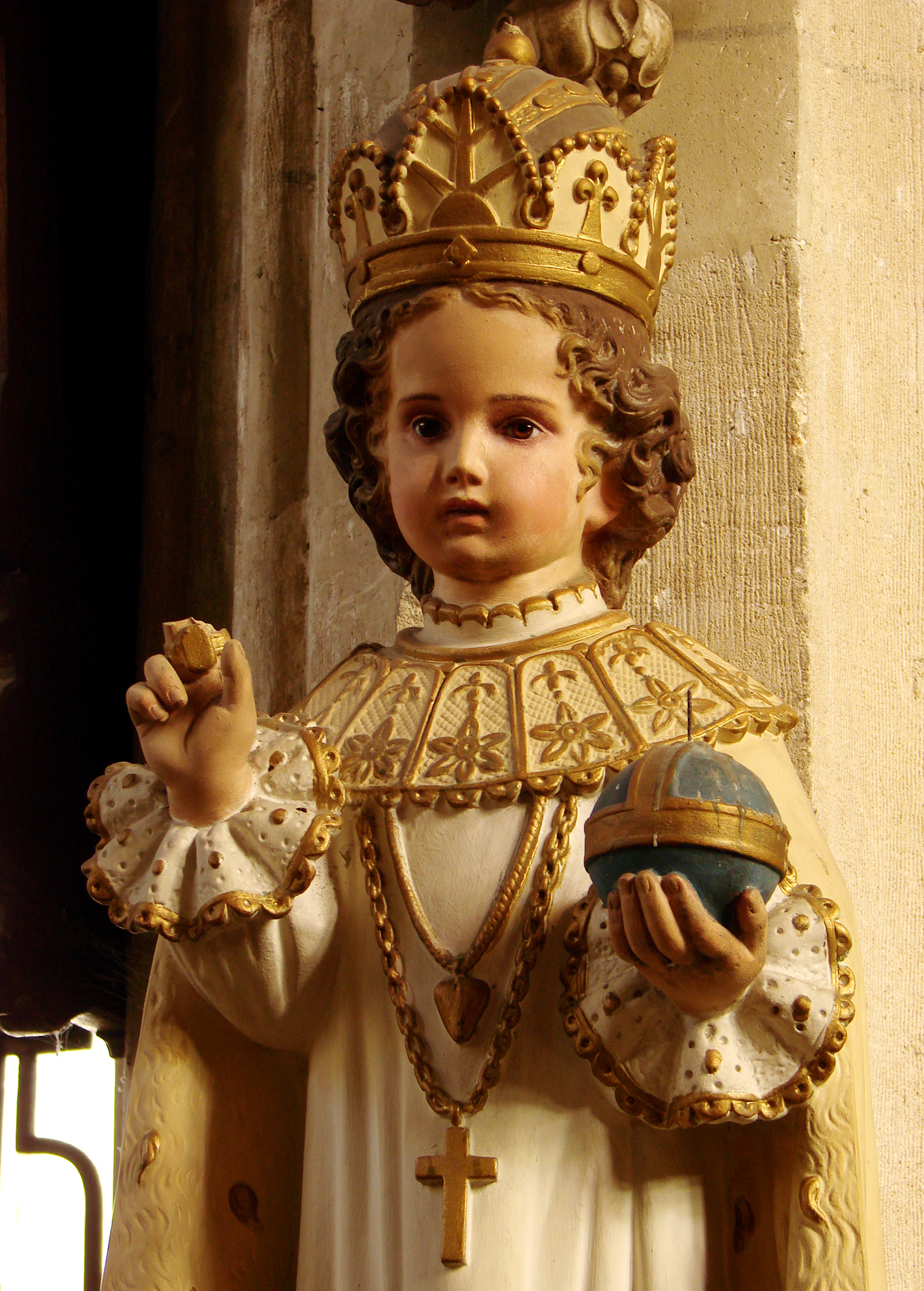
Enfant Jésus de Prague dans l'église de Joinville

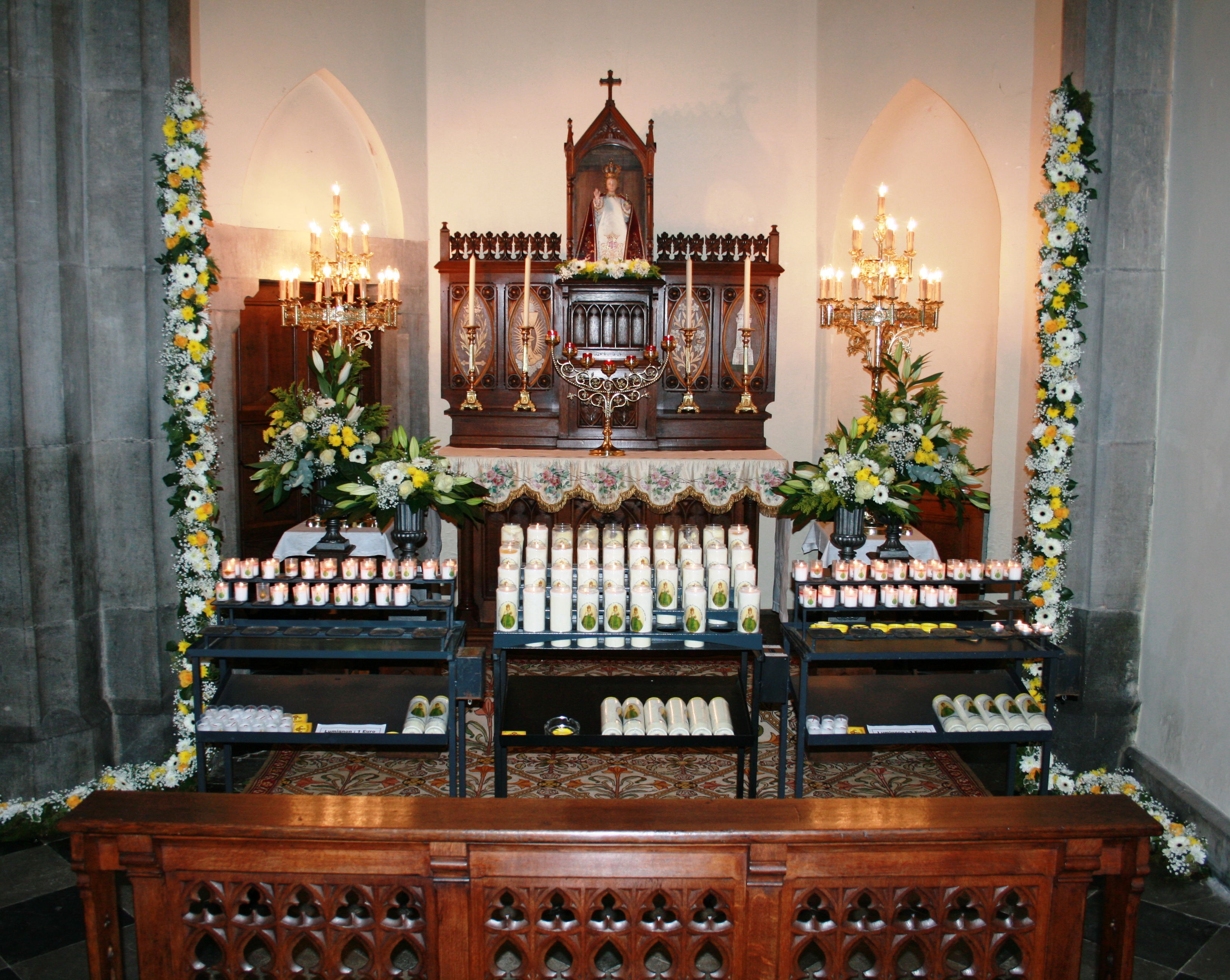
Enfant Jésus de Prague à Horion-Hozémont

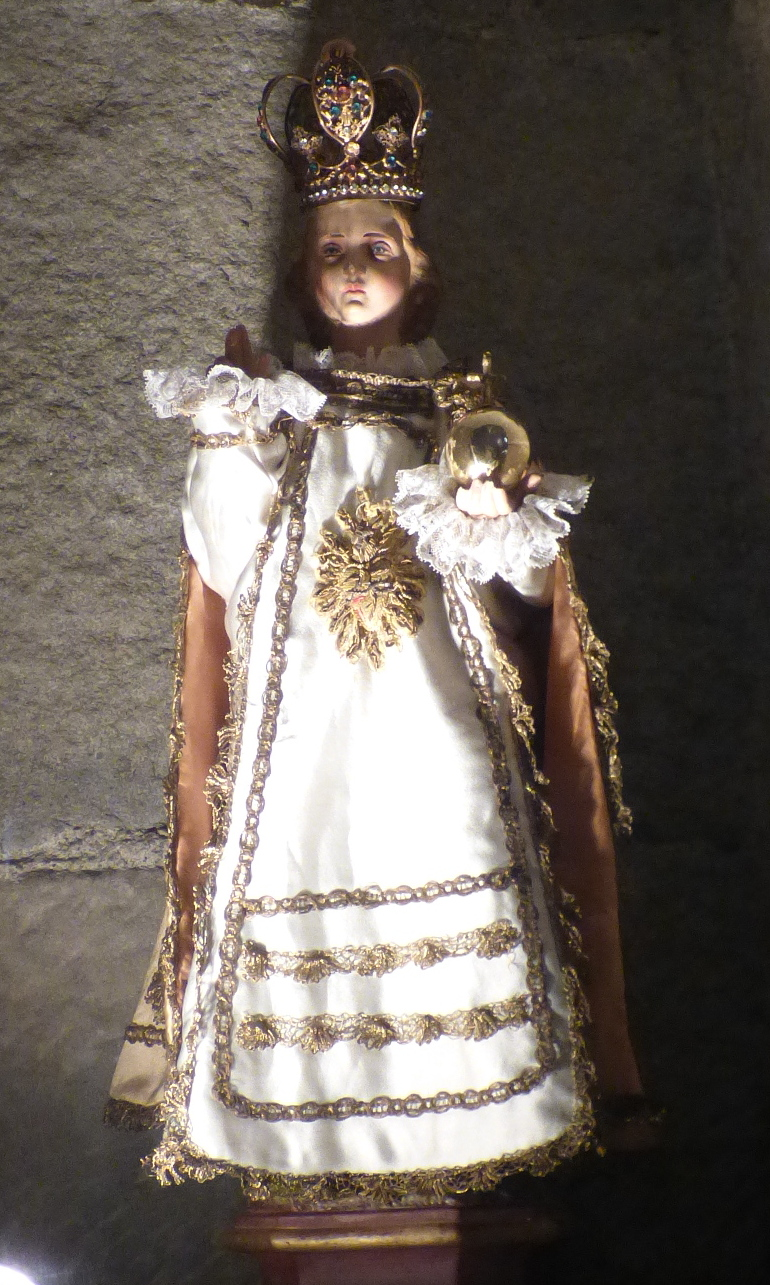
Enfant Jésus de Prague situé en l'église Sainte-Eulalie de Badens (Aude).

## Description de la statuette
La statuette de l'Enfant Jésus de Prague mesure environ 48 centimètres de hauteur et est faite de cire. Elle représente l'Enfant Jésus levant la main droite en signe de bénédiction tandis qu'il soutient le globe terrestre de sa main gauche. La statuette est également coiffée d'une couronne. Le globe et la couronne, symboles royaux, manifestent la toute-puissance de Jésus qui est également le fondateur et le protecteur du Royaume de Dieu. La statuette est revêtue de tenues brodées qui lui sont offertes par des fidèles en signe d'action de grâces, c'est-à-dire pour remercier l'Enfant-Jésus de grâces obtenues.

## Histoire

### Origines: don de la statue aux Carmes
Alors que c'est à Prague qu'elle devint le support de l'expansion de la dévotion envers l'enfance de Jésus, la statuette serait en réalité originaire d'Espagne. Elle serait en effet l'œuvre d'un moine qui l'a modelée sur l'ordre de Jésus et elle aurait appartenu à sainte Thérèse d'Avila (qui avait pris pour nom de religion Teresa de Jesús), laquelle l'aurait transmise à une amie, María Maximiliana Manrique de Lara y Mendoza, dame d'honneur de l'impératrice née Marie d'Espagne. C'est sa fille, Polyxène de Pernstein, princesse de Lobkowicz, qui l'aurait rapportée à Prague.
L'église où se trouve la statuette, l'église Sainte-Marie-de-la-Victoire, sise à Malá Strana, s'appelait auparavant église de la Sainte Trinité. L'église fut donnée par l'empereur Ferdinand II du Saint-Empire et le conseil municipal de Prague aux pères carmes qui s'étaient installés dans la ville à partir du 22 septembre 1624. Ils renommèrent l'église en référence à la bataille de la Montagne Blanche qui marque, le 8 novembre 1620, la victoire des armées catholiques et impériales sur les troupes de la Réforme protestante en Bohême. Durant cette bataille, le père Dominique, un carme déchaux envoyé par le pape Paul V à la demande de l'empereur Ferdinand II, avait mis en évidence une image pieuse abîmée par les troupes protestantes afin d'encourager le zèle des Impériaux.
Par reconnaissance, l'empereur Ferdinand II installa les carmes à Prague en 1624, et ceux-ci apportèrent avec eux la dévotion à l'enfance de Jésus. Tant qu'il était à Prague, l'empereur veilla au bien-être matériel des Carmes mais la situation devint plus difficile pour eux après son départ. C'est dans ce contexte que la statuette fut offerte par Polyxène de Pernstein, princesse Lobkowicz, au couvent des Carmélites de Prague en 1628, année de la mort de son époux, Zdeněk Adalbert Lobkowicz, généralissime des armées impériales qui avait pris part à  la bataille de la Montagne Blanche.

### Développement de la dévotion à l'enfance de Jésus
La statuette servit dès lors de support à la dévotion des Carmes envers l'enfance du Christ qui acquit rapidement la réputation d'être très riche en grâces. Mais les vicissitudes de la guerre de Trente Ans provoquèrent le retour des troupes protestantes en 1631. La statue eut alors les mains brisées par les protestants, et fut oubliée durant quelques années.
En 1637, le père Cyrille de la Mère de Dieu revint à Prague. Il obtint du prieur la permission de réinstaller la statue dans un oratoire. Le prieur refusa en revanche de faire réparer les mains de la statuette car la réparation était trop coûteuse. Un ancien commissaire général de l'administration impériale, Daniel Wolf, accepta de prendre à ses frais la réparation alors même qu'il connaissait une situation financière tendue. À peine réparée, la statue fut à nouveau abîmée, et le même Daniel Wolf se proposa une nouvelle fois. Sitôt arrivé chez lui avec la statue, il se vit remettre par l'administration impériale une somme importante qu'il attendait depuis fort longtemps.
De nombreux faits miraculeux encouragèrent à nouveau la dévotion envers l'enfance de Jésus à travers la statue et celle-ci acquit une nouvelle réputation.
Le 14 janvier 1644, fête du Saint Nom de Jésus, fut inaugurée une nouvelle chapelle conçue pour abriter la statue.
La dévotion ne cessa alors de s'amplifier et la statue reçut la visite de Ferdinand III ou encore du comte Philippe de Mansfeld. Arrivés à Prague le 26 juillet 1648, les troupes suédoises furent frappées par la ferveur de la dévotion entourant la statue. En 1655, en signe d'hommage, le comte Bernard de Martinitz, grand marquis de Bohême, offrit une couronne d'or à l'Enfant Jésus.
Le 19 mars 1655, une nouvelle chapelle fut achevée et inaugurée. Le développement de la dévotion envers l'Enfant Jésus de Prague devait beaucoup au père Cyrille de la Mère de Dieu : celui-ci mourut le 4 février 1675, sans que la dévotion s'éteignît pour autant.
Un nouveau supérieur, le Père Emmeric, publia en 1737 un ouvrage retraçant l'historique de la statuette, de la dévotion dont elle est le support et des miracles qui l'accompagnent, intitulé Du grand et du petit monde de Prague.
Le 13 janvier 1741, la statue fut solennellement placée au-dessus du nouvel autel latéral, plus grand, construit à droite de la chaire.
Le pèlerinage continua à s'épanouir jusqu'à l'arrivée du joséphisme à Prague. Ce mouvement, initié par l'empereur Joseph II du Saint-Empire, entraîna la fermeture de soixante-dix églises, chapelles et couvents à Prague, dont le couvent des Carmes qui fut transformé en gymnase public.

### Nouvel essor des pèlerinages à partir de 1878
À partir de 1878, l'église fut toutefois restaurée et un nouvel autel mis en place. Le cardinal Kaspar, archevêque de Prague encouragea la renaissance de la dévotion à l'Enfant Jésus à Prague même.
L'ère communiste (1948-1989) entoura de silence l'Enfant Jésus de Prague mais sa dévotion se poursuivit ailleurs en Europe et dans le monde. Depuis la chute du rideau de fer, la statuette reçoit à nouveau la visite de nombreux pèlerins et touristes.
Lors du voyage qu'il effectua en République tchèque en septembre 2009, le pape Benoît XVI se recueillit ainsi aux pieds de la statue le 28 septembre.

### La dévotion à travers le monde
En raison de l'histoire tourmentée de Prague, la dévotion à l'Enfant Jésus tomba plusieurs fois dans l'oubli. La vénération de l'effigie et, à travers elle, de l'enfance de Jésus, s'était toutefois répandue en Europe puis dans le monde. Pour cette raison, on peut trouver de nombreuses statues de l'Enfant-Jésus dans divers lieux de culte catholiques.

#### En Belgique
En certains endroits se sont même développés des pèlerinages locaux à l'Enfant Jésus de Prague, tel que le sanctuaire de l'Enfant Jésus à Bruxelles.
Toujours en Belgique, l'Enfant Jésus de Prague est également honoré à Horion-Hozémont, près de Liège. Dans ce sanctuaire diocésain, un pèlerinage est organisé chaque troisième dimanche du mois : prière de la petite couronne, cantiques, consécration et bénédiction des enfants. La messe y est célébrée tous les dimanches à 10 h 30. Tout au long de l'année, les pèlerins sont accueillis par une communauté de religieuses faisant partie de la congrégation des Amantes de la Croix.
Par ailleurs, la dévotion à l'Enfant Jésus de Prague est répandue dans d'autres églises de Belgique qui en possèdent une statue comme à Rhode-Saint-Genèse ou à Croix-lez-Rouveroy, dans le Hainaut, près de Binche.

#### En Inde
Il existe en Inde, dans sa partie meridionale, à Bangalore (État du Karnataka), une église de l'Enfant Jésus (Infant Jesus Church, Bangalore) construite à la fin des années 1960, le 18 avril 1969 sous l'égide de Mgr Duraisamy Simon Lourdusamy, alors archevêque de Bangalore.
Une fête annuelle est célébrée durant neuf jours, du 5 au 13 janvier (en référence à la neuvaine au Saint Enfant Jésus miraculeux de Prague).
Elle débute le 4 janvier, avec la montée du drapeau aux couleurs de l'Enfant Jésus. Elle se clôture le 14 janvier, par un cortège dite la procession du grand chariot suivie de la bénédiction du Saint-Sacrement.
Les messes sont dites dans différentes langues, principalement, dravidiennes, telles que le tamoul, le malayalam, et bien sur, le kannada. À cela, il faut ajouter le konkani et l'anglais.
Ainsi, pendant le temps ordinaire, le jeudi, toutes ces langues (les 5) sont présentes, au cours de neuf messes, (la première, à 5 h 45 du matin et la dernière, à 19 h 30), réparties tout au long de cette journée, dédiée spécialement à l'Enfant Jésus.
Le lundi, le mardi, le mercredi, le vendredi et le samedi, on peut assister à quatre offices par jour, de 5 h 45 du matin à 18 h. Seulement, 3 langues sont représentées, tamoul, kannada et anglais, de même que pour le dimanche.
Et ce sont sept célébrations dominicales qui jalonnent cette journée.
La ferveur y est telle que le cinéma indien s'est emparé du phénomène, pour le porter à l'écran. Cela donna en 1984, un film tamoul choral de V. Rajan, intitulé Kuzhandhai Yesu (littéralement, l'Enfant Jésus) (en écriture tamoul, குழந்தை ஏசு). Le long métrage constitué de 5 histoires, s'adjoint une pléiade de grandes vedettes de l'époque, (Vijayakanth, Rajesh, Saritha, Ganthimathi, Rajani, Kapil Dev, Senthil et le petit Suresh) toutes dans des rôles majeurs.

## Les prières

### Prière à l'Enfant Jésus de Prague
D’après le Vénérable Père Cyrille, premier apôtre de la dévotion au Divin Enfant Jésus :
O Divin Enfant-Jésus, j’ai recours à Vous. Je vous en supplie, par votre Sainte Mère, assistez-moi dans cette nécessité (en silence, on expose l’objet de sa demande), car je crois fermement que Vous pouvez me secourir. J’espère avec confiance obtenir votre sainte grâce. Je Vous aime de tout mon cœur et de toutes les forces de mon âme. Je regrette sincèrement mes péchés et je Vous supplie, ô bon Jésus, de me donner la force d’en triompher. Je prends la résolution de ne plus jamais Vous offenser et je m’offre à Vous, dans la disposition de tout souffrir plutôt que de Vous déplaire. Désormais, je veux Vous servir avec fidélité, et par amour pour Vous, ô Divin Enfant, j’aimerai mon prochain comme moi-même. Enfant tout puissant, ô Jésus, je Vous le demande avec confiance, assistez-moi dans cette circonstance… Accordez-moi la grâce de vivre éternellement avec Marie et Joseph et de Vous adorer avec les saints Anges dans la cour céleste. Amen.

### Consécration à l'Enfant Jésus de Prague
O Saint Enfant-Jésus de Prague, notre Roi, par les mains de la Vierge Marie, je me consacre à Vous. Gardez-moi sous votre puissante protection. Préservez-moi des maladies et de toute influence malsaine, gardez-moi pur et qu’à votre exemple je croisse en grâce et en vertu devant Dieu et devant les hommes ! Saint Enfant-Jésus, bénissez-moi et donnez-moi la paix. Amen.

### Action de grâces
O Saint Enfant-Jésus de Prague, me voici prosterné devant Vous pour vous remercier, du fond de mon cœur, de la grâce inappréciable que Vous m’avez faite. Dans l’impuissance où je me trouve de Vous rendre grâces proportionnellement à la faveur que Vous m’avez accordée, je prends l’engagement de Vous servir avec plus de fidélité, plus d’amour et de ferveur que par le passé. Mais je suis si faible, ô saint Enfant-Jésus, que je ne peux rien par moi-même. Accordez-moi une nouvelle grâce : celle de pouvoir exécuter en tout point ma promesse, afin de redoubler d’amour, d’attention et de vigilance à Votre saint service et d’arriver un jour à chanter éternellement vos louanges avec Marie et Joseph. Amen.

## Source principale
- A. Michel Koller, L'Enfant Jésus de Prague, Moulins, date inconnue (fin du XXe siècle)